# ائتلاف ملی عراق
ائتلاف ملی عراق (به عربی: الائتلاف الوطني العراقي) یا ائتلاف عراق یکپارچه بزرگترین ائتلاف شیعیان عراق است که در سال ۲۰۰۵ به فرمان آیت‌الله سیستانی شکل گرفت. در این ائتلاف گروهها و افراد مختلفی همچون مجلس اعلای اسلامی عراق، جنبش صدر، حزب الدعوه، ابراهیم جعفری و برخی سران سنی مذهب عراق را گرد هم آورده است. این ائتلاف مهمترین رقیب ائتلاف نوری المالکی در سیاست عراق به حساب می آید. این ائتلاف سعی دارد بتواند محبوبیت ائتلاف دولت قانون نزد مردم عراق را صاحب شود. رهبری سیاسی این حزب را ابراهیم جعفری عهده‌دار است. این حزب موفق شد در انتخابات مجلس عراق (دسامبر ۲۰۰۵) حزب غالب باشد و اقدام به تشکیل دولت نماید.